# Сату-Ноу (Сірецел, Ясси)
Сату-Ноу (рум. Satu Nou) — село у повіті Ясси в Румунії. Входить до складу комуни Сірецел.
Село розташоване на відстані 334 км на північ від Бухареста, 71 км на північний захід від Ясс.

## Населення
За даними перепису населення 2002 року у селі проживали 163 особи, усі — румуни. Усі жителі села рідною мовою назвали румунську.